# 史特雷特號驅逐艦 (DDG-104)
史特雷特號驅逐艦（USS Sterett DDG-104）是一艘美国海军阿利·伯克级驱逐舰。2002年审核建造，是第四艘以海军軍官安德魯·斯特雷特为名的美国海军舰船。

## 流行文化
史特雷特號驅逐艦為電視劇末日孤艦的拍攝地點之一